# Agathosma linifolia
Agathosma linifolia là một loài thực vật có hoa trong họ Cửu lý hương. Loài này được (Licht. ex Roem. & Schult.) Licht. ex Bartl. & H.L.Wendl. mô tả khoa học đầu tiên năm 1824.